# Rochester (Indiana)
Rochester es una ciudad ubicada en el condado de Fulton en el estado estadounidense de Indiana. En el Censo de 2010 tenía una población de 6.218 habitantes y una densidad poblacional de 413,79 personas por km².

## Geografía
Rochester se encuentra ubicada en las coordenadas 41°3′38″N 86°11′54″O / 41.06056, -86.19833. Según la Oficina del Censo de los Estados Unidos, Rochester tiene una superficie total de 15.03 km², de la cual 12.15 km² corresponden a tierra firme y (19.15%) 2.88 km² es agua.

## Demografía
Según el censo de 2010, había 6.218 personas residiendo en Rochester. La densidad de población era de 413,79 hab./km². De los 6.218 habitantes, Rochester estaba compuesto por el 95.93% blancos, el 0.63% eran afroamericanos, el 0.35% eran amerindios, el 0.87% eran asiáticos, el 0.05% eran isleños del Pacífico, el 0.98% eran de otras razas y el 1.19% pertenecían a dos o más razas. Del total de la población el 3.36% eran hispanos o latinos de cualquier raza.